# Cabe ibne Juail
Cabe ibne Juail (em árabe: Ka'b ibn Ju'ayl) foi poeta árabo-sírio do século VII, ativo no reinado do califa Moáuia I (r. 661–680). Por ser pró-omíada, justificou em sua produção que a rebelião de Moáuia contra Ali (r. 656–661) não foi motivada por ambições pessoais, mas porque o último protegeu os assassinos de Otomão (r. 644–656). Se sabe que era da tribo dos taglibitas e que apresentou seu companheiro taglibita Alactal ao herdeiro califal Iázide I (r. 680–683).